# 블루 비틀
블루 비틀(Blue beetle)은 미국 DC 코믹스의 슈퍼히어로이다. 1939년에 처음 소개되었으며, 여러 회사를 거친 후 지금은 DC 코믹스가 캐릭터 관련 권리를 구입하여 소유하고 있다. 1대 블루 비틀은 댄 개럿(Dan Garret), 2대 블루 비틀은 테드 코드(Ted Kord), 3대 블루 비틀은 하이메 레예스(Jaime Reyes)이다.